# ويكان ساترياتي
ويكان ساترياتي (23 يونيو 1975 - 25 أبريل 2021) كاتبة لكتب الأطفال من إندونيسيا ومترجمة ومديرة نشر في مؤسسة لونتار.
ماتت ساترياتي في مسقط رأسها مجلانغ في 25 أبريل 2021، عن عمر يناهز 45 عامًا، بسبب مضاعفات كوفيد 19.